# Marco Buschmann
Marco Buschmann (Gelsenkirchen, 1º agosto 1977) è un politico tedesco, dall'8 dicembre 2021 al 7 novembre 2024 ministro federale della Giustizia nel governo Scholz.
Membro del Partito Liberale Democratico, ricopre la carica di parlamentare al Bundestag in rappresentanza del collegio dello stato del Nord Reno-Westfalia, inizialmente per la prima volta dal 2009 al 2013 e successivamente per una seconda dal 2017.

## Biografia
Dal 1984 al 1988 Buschmann ha frequentato la scuola elementare in Neustraße a Gelsenkirchen Erle. Dopo essersi diplomato al Max Planck Gymnasium di Gelsenkirchen nel 1997, ha completato il servizio civile di un anno presso la Bruder-Jordan-Haus di Gelsenkirchen-Buer. Buschmann ha poi studiato legge alla Rheinische Friedrich-Wilhelms-Universität di Bonn. Nel 2004 ha superato il suo primo esame di Stato presso il Tribunale Regionale Superiore di Düsseldorf. A ciò è seguito un servizio preparatorio giuridico presso il Tribunale regionale di Essen e nel 2007 il secondo esame di Stato presso il Ministero della Giustizia della Renania settentrionale-Vestfalia (Landesprüfungsamt Düsseldorf). 
Ha lavorato come avvocato per White & Case LLP a Düsseldorf. Dal novembre 2009 il suo rapporto di lavoro con lo studio è sospeso. L'ha terminata il 1º gennaio 2014. Da allora, è stato un avvocato indipendente. 
Nel 2016 ha conseguito il dottorato in giurisprudenza presso l'Università di Colonia con la tesi "CGE e garanzia immobiliare. Un'analisi dell'origine e del contenuto dei diritti di proprietà dell'Unione europea". Il lavoro è stato valutato summa laude.

### Ministero federale della Giustizia
L'8 dicembre 2021 assume l'incarico di ministro federale della Giustizia nel governo Scholz. Nel gennaio 2022 rende nota l'intenzione del governo di rendere lecita la possibilità per i medici di dare informazioni sulle pratiche abortive attraverso l'eliminazione dell'articolo 219a del codice penale, norma introdotta nel 1933 all'epoca del Governo Hitler allo scopo di sostenere la campagna demografica e la protezione della cosiddetta “razza ariana”.